# Gryon aculeator
Gryon aculeator är en stekelart som beskrevs av Lubomir Masner 1983. Gryon aculeator ingår i släktet Gryon och familjen Scelionidae. Inga underarter finns listade i Catalogue of Life.